# Podochela gracilipes
Podochela gracilipes är en kräftdjursart som beskrevs av William Stimpson 1871. Podochela gracilipes ingår i släktet Podochela och familjen Inachidae. Inga underarter finns listade i Catalogue of Life.